# Torsten Gaitzsch
Torsten Gaitzsch (* 1981 in Dresden) ist ein deutscher Satiriker und Autor.

## Leben
Gaitzsch wurde 2010 im Fach Vergleichende Sprachwissenschaft bei Johann Tischler an der Technischen Universität Dresden promoviert. Er war von 2011 bis 2022 und ist seit 2023 erneut Redakteur des Satiremagazins Titanic.

## Veröffentlichungen

### Wissenschaftliche Publikationen
- Die Urheimatfrage. Ihre Beantwortung in der Geschichte der Indogermanistik. VDM Verlag Dr. Müller, Saarbrücken 2008, ISBN 978-3-639-07522-9.
- Das Pferd bei den Indogermanen: Sprachliche, kulturelle und archäologische Aspekte. Dissertation. Lit, Berlin 2011.

### Weitere Publikationen
- Akte D: Die Wahrheit über Deutschland (gemeinsam mit Sebastian Klug). Atrium, Zürich 2017, ISBN 978-3-85535-009-4.
- Erinnerungen an den Kookaburra: In 365 Tagen durch 15 Jahre (Auswahl von Blog-Texten). o. O., ISBN 979-8-6626-5301-6.
- Trepang ist eine Seegurke: Unnützes Wissen aus der Welt der Kreuzworträtsel. Edition Michael Fischer, München 2020, ISBN 978-3-7459-0194-8.
- Unbekannte Inselschätze. 50 erstaunliche Robinsonaden mitten in Deutschland, Österreich und der Schweiz. Merian, München 2022, ISBN 978-3-8342-3301-1.

### Als Herausgeber
- (hrsg. mit Tim Wolff) Die erste und endgültige Chronik des 21. Jahrhunderts. Ein Titanic-Buch. Kiepenheuer & Witsch, Köln 2017, ISBN 978-3-462-05055-4.